# Bahnhof Paleofarsalos
Der Bahnhof Paleofarsalos (griechisch Σιδηροδρομικός Σταθμός Παλαιοφαρσάλου Sidirodromikós Stathmós Paleofarsálou) ist eine Betriebsstelle der Bahnstrecke Piräus–Platy und der abzweigenden Strecke nach Kalambaka bei Stavros in der griechischen Gemeinde Farsala.

## Geschichte
Nördlich des Bahnhofs kreuzte diese normalspurige Hauptstrecke die schmalspurige Bahnstrecke Volos–Kalambaka, die in der Spurweite von 1000 mm von den Thessalischen Eisenbahnen 1882 eröffnet worden war. Der Bahnhof Paleofarsalos wurde mit einer kurzen Stichbahn an die Schmalspurstrecke angeschlossen.
Der Streckenast Paleofarsalos–Kalambaka wurde zwischen 1986 und 1997 auf Normalspur umgespurt. Der Streckenast Paleofarsalos–Volos wurde aufgegeben. Ein Teilstück zwischen den Bahnhöfen Velestino und Aerino wird von Eisenbahnfreunden für Sonderfahrten mit historischen Fahrzeugen genutzt.